# Erich Kühnhackl
Erich Kühnhackl (Citice, 17 ottobre 1950) è un ex hockeista su ghiaccio tedesco.

## Palmarès

### Olimpiadi invernali
- 1 medaglia[1]:
  - 1 bronzo (Innsbruck 1976)